# Pematang (Tigaraksa)
Pematang is een bestuurslaag in het regentschap Tangerang van de provincie Banten, Indonesië. Pematang telt 8163 inwoners (volkstelling 2010).